# 宮崎正裕
宮崎 正裕（みやざき まさひろ、1963年2月5日 - ）は、日本の剣道家、警察官。神奈川県警察本部教養課長代理、術科特別訓練剣道師範。段位は範士八段。階級は警視。神奈川県警察武道館館長。
1990年代の大会で活躍し、剣道競技史上最高の戦績を残したことから、「平成の剣豪」、「剣道界の鉄人」、「努力の天才剣士」などと称される。

## 経歴

### 少年期
横浜市出身。小学校1年生から玄武館坂上道場で剣道を始める。中学校では廃部寸前の剣道部に所属し、部員勧誘に奔走したが、結局部員は2人しか集まらず、体育館も使用させてもらえなかったため教室で稽古を重ねた。中学校1年生の時に初段の昇段審査を受験したが、4度連続で落ち、2年生の時に5度目の挑戦でようやく合格した。玄武館坂上道場の同期の中で最も遅かった。
神奈川県内の剣道強豪校である東海大相模高校に進学。片道2時間の通学にもかかわらず、3年間の稽古を皆勤で通し、毎日朝夕4時間の稽古を重ねた。また、他人の稽古を観察する見取り稽古に努め、弱点や攻め方を分析しノートに記録しており、非常に研究熱心な性格だった。1年生の時からレギュラーになり、3年生の時に県大会で個人・団体共に優勝しインターハイ、国民体育大会に出場した。

### 全盛期
高校卒業後、神奈川県警察に奉職。1990年から2001年まで12年連続で全日本剣道選手権大会に出場し、優勝6回・準優勝2回（内、2連覇2回。1996年から2000年までの5年間、決勝戦に進出し続けた）の偉業を成し遂げた。初優勝の翌年も優勝し、それまで長く続いてきた「全日本剣道選手権は連覇できない」というジンクスを史上初めて打ち崩したことでも有名。宮崎が初出場初優勝を果たした当時の全日本剣道選手権は現在と異なり、段位による出場制限があったため、宮崎は六段を取得するまで出場できなかった。段位制限がなければ優勝回数はさらに伸びたのではないかともいわれる。
この他、世界剣道選手権大会団体優勝4回・個人優勝1回、全国警察剣道選手権大会優勝6回（内、3連覇1回・2連覇1回）・準優勝1回・第三位3回、全国警察剣道大会（団体）優勝2回、国民体育大会剣道競技優勝1回・第三位2回、全日本選抜剣道七段選手権大会優勝5回・準優勝3回など、数々の大会で新記録を樹立し続け、それを塗り替えていった。実績をあげても決しておごらず、常に自然体で臨む姿勢が高く評価された。
全日本剣道選手権大会神奈川県予選には、2001年を最後に参加せず、選手とコーチを兼任していた。2003年10月の全国警察剣道選手権大会での3回戦敗退（対 米屋勇一戦）を最後に現役引退した。
実弟の宮崎史裕も神奈川県警察の剣道家であり、1997年の全日本剣道選手権大会では正裕との兄弟対決を制し優勝した。ライバルは大阪府警察の石田利也。

### 師範として
神奈川県警察の剣道師範として数々の指導実績をあげている。県警での弟子にあたる正代賢司、高鍋進、勝見洋介を全日本剣道選手権大会優勝に導いた。特に高鍋は2010年・2011年、宮崎以来史上2人目となる連覇を達成している。
2009年、合格率約1%の難関である剣道八段審査に初挑戦で合格した。2010年に自身初の八段戦である寛仁親王杯剣道八段選抜大会で優勝し、2016年、2017年には全日本選抜剣道八段優勝大会で優勝した。

## エピソード
- 筑波大学スポーツ医学研究室の調査結果によると、宮崎は左足関節の底屈力と打突スピードの能力が異常に高い。

- 宮崎への賛辞は数多く存在し、松永政美全日本剣道連盟元理事をして「宮崎の前に宮崎なく、宮崎の後に宮崎なし」とも言われている。

- 全日本選手権で2度の連覇、合計6度の優勝等数々の実績を打ち立てられたことについて宮崎自身は「大きな怪我をしなかったから」、「6回の優勝よりも5年連続決勝戦進出のほうが誇り」と言っている。優勝については「勝負は自分の力、応援してくれる人、先生、先輩、自分を取り巻く総合力で勝つと思ってきた」、「優勝は狙わないと無理。狙ってもなかなかできないが、狙わないと絶対できない」とも述べている。

- 「練習への取り組み方」についてとことん研究し、「自分にしかできない、自分の良さを発見することにこだわった」。

- 宮崎は、強くなることの条件について「まず自分が努力すること」、「環境に恵まれること」、「良き師にも恵まれること」の3点を挙げている。また、強くなる人に共通する人間的資質については「努力する、よく練習するというのは当たり前として、人の話をよく聞くこと。『強くなりたい』という強い気持ちを持ちながら、素直に周りの人の助言に耳を傾ける姿勢を持つこと」と述べている。

- 自身については「まだ何もつかめていない。真っ暗なトンネルの入り口でうろうろしている状態」であり、「打たれて学ぶことが多く、思い通りの打ちが決まれば嬉しいし打たれれば参ったと思う。今は打った打たれたを素直に受け止められる」と述べている。

- 現在の宮崎の抱負は、「後輩達に自分が教えられることは全て伝えていき、自分以上の選手を育てることで自分を強くしてもらった恩返しをすること」。

## 年譜
- 1963年2月5日：神奈川県横浜市鶴見区で誕生。
- 1969年4月：横浜市立下野谷小学校に入学。1年時から鶴見区の玄武館坂上道場で剣道を始める。
- 1975年4月：横浜市立寛政中学校に入学。
- 1978年4月：東海大学付属相模高等学校に入学。
- 1981年4月：神奈川県警察に奉職。
- 1985年：全国警察剣道選手権大会に初出場し、準優勝。
- 1988年：世界剣道選手権大会に初出場し、団体優勝（中堅）。
- 1990年11月：全日本剣道選手権大会に初出場し、優勝。
- 1991年：全国警察剣道選手権大会で初優勝。
- 1991年：世界剣道選手権大会に2度目の出場、団体優勝（中堅）。
- 1991年11月：全日本剣道選手権大会で優勝。前人未踏の2連覇を達成。
- 1993年11月：全日本剣道選手権大会で3度目の優勝。
- 1994年：世界剣道選手権大会に3度目の出場、団体優勝（中堅）。
- 1995年：全国警察剣道選手権大会で2度目の優勝。
- 1996年：全国警察剣道選手権大会（五段以上の部）で3度目の優勝（2連覇）。
- 1996年11月：全日本剣道選手権大会で前人未踏の4度目の優勝を果たす。
- 1997年3月：世界剣道選手権大会に4度目の出場、個人初優勝・団体優勝（副将）。
- 1997年7月：文部省スポーツ功労者表彰。
- 1997年：全国警察剣道選手権大会（五段以上の部）で4度目の優勝（3連覇）。
- 1997年11月：全日本剣道選手権大会で準優勝。
- 1997年：第46回神奈川スポーツ賞受賞。剣道選手の受賞は1960年（昭和35年）第9回の中村太郎以来、37年ぶり2人目[1]。
- 1998年11月：全日本剣道選手権大会で、5度目の優勝。
- 1999年11月：全日本剣道選手権大会で、6度目の優勝。2度目の2連覇を達成。
- 1999年：全国警察剣道選手権大会（五段以上の部）で5度目の優勝。
- 1999年12月：第49回日本スポーツ賞（特別賞）受賞。オリンピック出場者以外の受賞は異例。
- 2000年11月：全日本剣道選手権大会で準優勝。
- 2000年：全国警察剣道選手権大会（五段以上の部）で6度目の優勝。
- 2008年1月：神奈川県警察術科特別訓練剣道部監督に就任。
- 2009年5月2日：剣道八段審査に初挑戦で合格。教士八段。
- 2010年9月4日：寛仁親王杯剣道八段選抜大会に初出場し、優勝。
- 2010年11月3日：NHKスポーツの全日本剣道選手権大会解説者を務める。
- 2011年11月3日：NHKスポーツの全日本剣道選手権大会解説者を務め、弟子にあたる高鍋進が自身以来史上2人目となる2連覇を達成する。
- 2012年5月25日-27日、第15回世界剣道選手権大会女子監督を務める。
- 2013年3月13日：神奈川県警察教養課長代理に就任。それに伴い警視に昇任[2]。
- 2016年4月17日：第14回全日本選抜剣道八段優勝大会で初優勝。
- 2017年4月16日：第15回全日本選抜剣道八段優勝大会で優勝（２連覇）。
- 2023年（令和4年）5月6日：剣道称号「範士」合格。

## 戦績

### 全日本剣道選手権大会
- 1990年 - 第38回　優勝

【決勝】対 白川雅博 （東京）　メメ
- 1991年 - 第39回　優勝

【決勝】対 栄花英幸 （北海道）　メメ
- 1992年 - 第40回　3回戦敗退　〈対 稲富政博（佐賀）〉
- 1993年 - 第41回　優勝

【決勝】対 宮崎史裕 （神奈川）　メ
- 1994年 - 第42回　準々決勝敗退　〈対 田島稔（東京）〉
- 1995年 - 第43回　3回戦敗退　〈対 高橋英明（京都）〉
- 1996年 - 第44回　優勝

【決勝】対 原田悟 （東京）　コ
- 1997年 - 第45回　準優勝　〈対 宮崎史裕（神奈川）〉
- 1998年 - 第46回　優勝

【決勝】対 江藤善久 （大阪）　メ
- 1999年 - 第47回　優勝

【決勝】対 江藤善久 （大阪）　メメ
- 2000年 - 第48回　準優勝　〈対 栄花直輝（北海道）〉
- 2001年 - 第49回　2回戦敗退　〈対 田崎智春（福島）〉

### 世界剣道選手権大会
団体戦
- 1988年 - 第7回（韓国）　　優勝
- 1991年 - 第8回（カナダ）　優勝
- 1994年 - 第9回（フランス）優勝
- 1997年 - 第10回（日本）　 優勝

個人戦
- 1991年 - 第8回（カナダ）　準々決勝敗退　〈対 武藤士津夫 (日本) 〉
- 1997年 - 第10回（日本）　 優勝

【決勝】対 宮崎史裕 （神奈川）　コ

### 全国警察剣道選手権大会（個人戦）
- 1985年 - 準優勝
- 1990年 - 第三位
- 1991年 - 優勝
- 1992年 - 第三位
- 1995年 - 優勝
- 1996年 - 優勝
- 1997年 - 優勝
- 1999年 - 優勝
- 2000年 - 優勝
- 2001年 - 第三位

（1985年から2003年まで19年間連続出場。全国警察剣道選手権大会と全日本剣道選手権大会を同じ年に制した選手は、中村太郎（神奈川県警察）〈'55〉、中村毅（警視庁）〈'70〉、宮崎正裕（神奈川県警察）〈'91・'96・'99〉、内村良一（警視庁）〈'06〉、高鍋進（神奈川県警察）〈'10〉のみ）

### 全国警察剣道大会（団体戦）
- 1998年 - 第46回　優勝
- 1999年 - 第47回　優勝

### 国民体育大会剣道競技（団体戦）
- 1998年 - 第53回（神奈川）　優勝
- 2003年 - 第58回（静岡）　第三位
- 2004年 - 第59回（埼玉）　第三位

（1987年から2005年まで19年間連続出場）

### 全日本選抜剣道七段選手権大会
- 優勝5回・準優勝3回

（2006年までの戦績。全日本選抜剣道七段選手権大会は2007年以降中止）

### 寛仁親王杯剣道八段選抜大会
- 2010年 - 第10回　優勝

### 全日本選抜剣道八段優勝大会
- 2015年 - 第13回　第三位
- 2016年 - 第14回　優勝
- 2017年 - 第15回　優勝

## 指導実績（2003年以降）
全国警察剣道大会
- 優勝（2004年・2005年・2010年）
- 準優勝（2006年・2007年・2008年・2009年）

全国警察剣道選手権大会
- 優勝（2005年・2009年・2010年・2012年：高鍋進）
- 第三位（2004年：高鍋進／2007年・2009年：北条忠臣／2007年：正代賢司／2010年：野村洋介）
- 第五位（2007年：高鍋進／2003年・2008年・2009年：正代賢司／2010年：北条忠臣・松本勝範）

全日本剣道選手権大会
- 優勝（2008年：正代賢司、2010年・2011年：高鍋進、2016年：勝見洋介）
- 準優勝（2007年：高鍋進、2015年：勝見洋介）
- 第三位（2005年：北条将臣／2006年・2012年：高鍋進）
- 優秀選手賞（2003年・2008年：高鍋進／2007年：正代賢司）

全国青年大会剣道競技
- 団体：優勝（2009年）／準優勝（2007年）
- 個人：優勝（2007年：亀井隼人、2008年：小宮義孝）

## 文献
- 『宮崎正裕の剣道』（月刊『剣道日本』編集部著、スキージャーナル）
- 『天馬よ 剣道宮崎正裕』（堂本昭彦著、体育とスポーツ出版社）
- 『敗因の研究』（「勝ち慣れのスキ 剣道日本一6回、宮崎正裕が弟に敗れた時」）（日本経済新聞運動部編、日本経済新聞社）
- 『新ライバル物語③』（「剣の道にかける兄弟の葛藤－兄 宮崎正裕vs弟　宮崎史裕」）（産経新聞社03年～04年連載「競う－ライバル物語」から抜粋単行本化、柏書房）
- 月刊『致知』2007年1月号（特集：心を養い生を養う）（致知出版社）
- 月刊『剣道時代』2003年6月号（表紙インタビュー）（体育とスポーツ出版社）
- 月刊『剣道日本』2008年3月号（表紙インタビュー）（スキージャーナル）
- 月刊『剣道時代』2009年8月号（小林英雄範士との対談）（体育とスポーツ出版社）
- 月刊『剣道時代』2010年12月号（表紙インタビュー）（体育とスポーツ出版社）

## 新聞記事
- 『読売新聞』夕刊 1997年4月24日（「転換点」）（読売新聞社）
- 『読売新聞』 1999年12月22日（読売新聞社）
- 『日本経済新聞』夕刊 2008年2月12日~2月13日（「駆ける魂」）（日本経済新聞社）

## VHS・DVD
- 『勝者の戦術 第39回全日本剣道選手権』（スキージャーナル）
- 『好勝負十七番 第49回全日本剣道選手権大会』（スキージャーナル）
- 『全日本剣道選手権大会総集編 1996～1999』（NHKエンタープライズ）
- 『全日本剣道選手権大会総集編 2000～2003』（NHKエンタープライズ）
- 『最強七段戦 第15回全日本選抜剣道七段選手権大会』（スキージャーナル）
- 『にんげんドキュメント ただ一撃にかける』（NHKエンタープライズ）

## テレビ番組
- にんげんドキュメント 「ただ一撃にかける」（2003年7月）NHK
- スポーツ大陸 「己に克て　何度でも　～剣道・高鍋進～」（2009年9月13日）NHK